# Lentinus tigrinus
Lentinus tigrinus là một nấm thuộc họ Polyporaceae.